# Onésimo Cepeda Silva
Onésimo Cepeda Silva (ur. 25 marca 1937 w mieście Meksyk, zm. 31 stycznia 2022 tamże) – meksykański duchowny rzymskokatolicki, w latach 1995–2012 biskup Ecatepec.

## Życiorys
Święcenia kapłańskie przyjął 28 października 1970. 28 czerwca 1995 został prekonizowany biskupem Ecatepec. Sakrę biskupią otrzymał 12 sierpnia 1995. 7 maja 2012 przeszedł na emeryturę.